# Operación Torch
La Operación Torch (denominada al principio Operation Gymnast) fue el desembarco y avance hacia Túnez de las tropas anglo-estadounidenses en la Segunda Guerra Mundial durante la campaña en el Norte de África, iniciada el 8 de noviembre de 1942.

## Antecedentes
La Unión Soviética había presionado a los Estados Unidos y al Reino Unido para comenzar las operaciones en Europa y abrir un segundo frente que redujera la presión de las fuerzas alemanas sobre la Unión Soviética. Mientras que los comandantes estadounidenses recomendaban la Operación Sledgehammer creían que tal acción terminarían en desastre. En su lugar propusieron un ataque contra el África del norte francesa, el cual desalojaría al Eje del África del norte, mejoraría el control naval del Mediterráneo y prepararía una invasión de la Europa meridional en 1943. El presidente estadounidense Roosevelt dudaba que la operación africana descartara una invasión de Europa en 1943, pero acordó apoyar a Churchill.

## Desarrollo

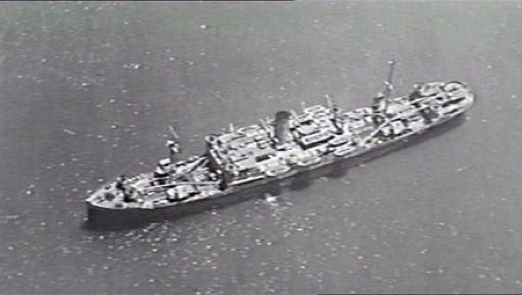
El SS Contessa logró enviar combustible y municiones a los aliados navegando por el río Sebú.

### La ofensiva
Los Aliados planearon una invasión anglo-estadounidense del noroeste de África, Marruecos y Argelia francesa, territorio nominalmente en manos del gobierno francés de Vichy. Inicialmente se había propuesto desembarcar entre la frontera de Argelia y Túnez francés, pero esto fue rápidamente descartado por considerarse muy arriesgado.
La Francia de Vichy contaba con alrededor de 60.000 soldados en Marruecos, así como artillería costera, un puñado de tanques y aviones, con unos 10 buques de guerra y 11 submarinos en Casablanca. Totalizando sus fuerzas, en el norte de África la Francia de Vichy llegaba a los 100.000 soldados.
Los Aliados creyeron que las fuerzas francesas de Vichy no lucharían, en parte debido a la información proporcionada por el delegado personal de Roosevelt en África francesa del Norte, Robert Daniel Murphy. Sin embargo, abrigaban sospechas de que la marina de guerra de Vichy tenía un resentimiento debido a la acción británica en Mers el-Kebir (cerca de Orán) en 1940 (la batalla de Mers el-Kebir). Era esencial una valoración de las simpatías de las fuerzas francesas en África del norte, y se hicieron planes para asegurar su cooperación, en lugar de promover una resistencia. Los Aliados se propusieron avanzar rápidamente hacia el este al Túnez francés y atacar a las fuerzas alemanas en la retaguardia. El general Dwight Eisenhower comandó la operación, y se estableció la base de operaciones en Gibraltar. El comandante naval de la fuerza expedicionaria de los Aliados fue Andrew Cunningham y su segundo era el vicealmirante Sir Bertram Ramsay, que planearía el esfuerzo del desembarco.

### Reacción francesa
Al amanecer del 8 de noviembre de 1942, 600 buques desembarcaron a 70.000 soldados anglo-estadounidenses simultáneamente en Safí, Casablanca, Orán y Argel, dando inicio a la invasión. Simultáneamente, miembros de la Resistencia Francesa infiltrados en Argel tratan de tomar los puntos estratégicos de la ciudad, la localidad de mayor importancia entre las colonias francesas del Norte de África.
Las guarniciones locales dudaban entre oponer resistencia a la invasión o adherirse a la Francia Libre, en tanto las instrucciones llegadas desde Vichy exigían oponerse por la fuerza a toda intervención anglo-estadounidense, pero otros oficiales juzgaban fútil combatir a los invasores en favor del régimen colaboracionista. En Argelia la situación era más complicada inclusive, porque si bien el jefe máximo de las guarniciones locales era el general Alphonse Juin, el almirante François Darlan se hallaba de visita en la colonia, siendo así el jefe supremo de facto de las tropas francesas.
En Orán los anglo-estadounidenses libraron duros combates, debido a que los jefes de la guarnición local decidieron seguir las órdenes de Vichy. Igual situación ocurrió en Marruecos, donde el general Charles Noguès, fiel seguidor de Vichy y Petain, ordena replicar con la fuerza a la invasión. El 9 de noviembre Juin y Darlan logran que tropas leales a Vichy retomen el control de Argel, neutralizando los núcleos de resistencia favorables a la Francia Libre, pero la potencia del desembarco estadounidense hace inviable mantener una resistencia efectiva. De este modo, el 10 de diciembre Darlan y Juin aceptaron un alto el fuego con los anglo-estadounidenses, aunque no lograron extender esta decisión al resto de colonias francesas como Marruecos o Túnez.
Sin embargo, la diplomacia logró convencer al almirante François Darlan, comandante de Vichy en África, de pasarse al bando aliado, al ser persuadido por el general estadounidense Dwight Eisenhower de que sería bien tratado por los Aliados, y de que la respuesta alemana sería lanzar la Wehrmacht sobre el Norte de África. De hecho, las noticias del desembarco habían llegado a Europa a lo largo del 9 de noviembre, y de inmediato Adolf Hitler convocó a una conferencia en Berchtesgaden con el primer ministro de Vichy, Pierre Laval. En esa misma conferencia participaron los generales Wilhelm Keitel y Alfred Jodl mientras que por parte italiana llegaba el conde Galeazzo Ciano. Ante Laval, Hitler demandó la ocupación total de Francia por la Wehrmacht, aunque Laval rechazó formular un mensaje solicitando públicamente a Hitler la ocupación; ante la negativa de Laval, Hitler ordenó confidencialmente a Jodl y Keitel movilizar a las tropas germanas para ejecutar la ocupación total de Francia, operación que empezó en la tarde del 10 de noviembre.
A su vez, las noticias de que la Wehrmacht procedía a la ocupación total de Francia llegaron al norte de África en la noche del mismo día 10, y eran ya ampliamente conocidas en la mañana del 11 de noviembre. Ante esta situación, fue más fácil a François Darlan convencer a los jefes militares para que se unieran a los angloestadounidenses, ordenando que abandonasen su lealtad a Vichy debido a la invasión alemana (que además violaba los acuerdos del armisticio del 22 de junio de 1940).
De esta manera, el 11 de noviembre, Darlan, que seguía al mando de las fuerzas francesas, permitió a los Aliados dirigirse a toda prisa a Túnez. El general Charles de Gaulle protestó ante Eisenhower por haber mantenido a Darlan en su puesto, pero no fue escuchado.